# É Noite em Belém
"É Noite em Belém" é uma canção do Grupo Elo, originalmente gravada em 1979. Escrita pelos vocalistas Jayrinho e Paulo Cezar, foi a única música natalina escrita pelo grupo, executada durante algumas apresentações, mas nunca lançada em algum disco. Após trinta anos guardada, foi lançada como single digital em novembro de 2010.
Produzida por Dick Torrans e Almir Navogim, foi escrita durante um dia em que membros do grupo estavam apreensivos, com o carro estragado na cidade de Aparecida, em São Paulo, enquanto esperavam um mecânico consertá-lo para chegar ao Rio de Janeiro. Nesta ocasião, Jayrinho portava-se de um violão, e a banda começou a conversar sobre o natal. Segundo o vocalista Paulo Cezar: "E a sequência do assunto nos conduziu a escrever uma música muito especial que para nós tornou-se inesquecível; e que mais tarde, veio fazer parte do repertório musical do Grupo Elo. Seu título muito simples nos convida ao conteúdo da letra que revela uma riqueza de detalhes que contrasta o que popularmente se crê com o verdadeiro sentido do Natal".

## Faixas
1. "É Noite em Belém" (Jayrinho e Paulo Cezar) - 3:39

## Ficha Técnica
- Vocal, Violão e Composição: Jayrinho
- Composição: Paulo Cezar
- Produção Musical, Arranjos e Teclado: Dick Torrans
- Teclados: Almir Navogim
- Baixo: Beto
- Violãos: Oscar Valdéz e Rege